# The Wörld Is Yours
A The Wörld Is Yours album a brit Motörhead zenekar 2010. december 13-án megjelent huszadik stúdiólemeze. A lemez producere ismét Cameron Webb volt. Ez az első Motörhead-album, amely az együttes újonnan létrehozott Motorhead Music nevű saját kiadójánál jelenik meg, és a lemezt az EMI terjeszti. Angliában a Classic Rock magazin különkiadásaként, mellékleteként jelent meg decemberben az album, majd négy héttel később 2011. január 17-től került rendes forgalomba a CD. A lemez címében az „ö” betű úgynevezett heavy metal umlaut karakter.
A Get Back in Line dalhoz december 6-án adták ki a hivatalos videóklipet. Az I Know How to Die dalhoz a következő év májusában készült videó.

## Az album dalai
1. Born to Lose – 4:01
2. I Know How to Die – 3:19 videóklip
3. Get Back in Line – 3:35 videóklip
4. Devils in My Head – 4:21
5. Rock 'n' Roll Music – 4:25
6. Waiting for the Snake – 3:41
7. Brotherhood of Man – 5:15
8. Outlaw – 3:30
9. I Know What You Need – 2:58
10. Bye Bye Bitch Bye Bye – 4:04

## Közreműködők
- Ian 'Lemmy' Kilmister – basszusgitár, ének
- Phil Campbell – gitár
- Mikkey Dee – dobok

## Külső hivatkozások
- Motörhead hivatalos diszkográfia